# Upper Charlo
Upper Charlo é uma comunidade localizada no Condado de Restigouche, New Brunswick, Canadá. A região faz parte da vila de Charlo.